# Vicente Tofiño de San Miguel
Vicente Tofiño de San Miguel y Vandewalle o Vicente Tofiño de San Miguel i Wanderiales (Cadis, 6 de setembre de 1732 - San Fernando (Cadis), 15 de gener de 1795) va ser un marí i cartògraf i astrònom espanyol.
Nascut en el si d'una família de militars, va ingressar a l'Exèrcit en 1747, com a cadet de les Guàrdies Espanyoles, abans d'arribar a l'edat reglamentària, arran de la mort del seu pare i el seu germà un any abans en una acció bèl·lica a Itàlia. Va ser destinat al Regiment de Múrcia, on va ascendir a alferes i tinent. Com a tinent d'Infanteria, va ser destinat al Regiment de Sòria i després al de Segòvia. En 1751, aprofitant un permís concedit pel Marquès de l'Ensenada a oficials destacats d'altres cossos per estudiar a la recentment creada Acadèmia d'Artilleria de Cadis, Tofiño s'hi va acollir. Va estudiar física experimental i es va enrolar en l'exèrcit, del qual més endavant va acabar sortint. En 1755 va ser cridat per Jordi Joan i Santacília, com a mestre de matemàtiques de l'Acadèmia de Guàrdia Marines de Cadis, permetent, al seu torn, passar a l'Armada com a alferes de navili. Dos anys després, va ser incorporat a l'Armada amb el grau de tinent de fragata, continuant en ella una brillant carrera. En 1759, va estar embarcat en el navili Guerrero amb ocasió del viatge que va portar a Carlos III des de Nàpols a Espanya. En 1763, va formar part de la dotació del navili Santiago la Espanya, manat per José de Còrdova, en una campanya pel Canal de la Mànega. En 1768 serà nomenat director de l'Academia de Guarda Marinas, i en 1773, simultàniament, també director de les Acadèmies de Ferrol i Cartagena. Va participar en l'expedició contra Alger (1773) i a Gibraltar (1782), i el 1784 ascendeix a brigadier de l'Armada i, en 1789, a cap d'Esquadra. Durant l'Expedició contra Alger (1775) va ser segon comandant de la fragata Palas, manada per Gonzalo de Cañas. En 1780, va embarcar en el navili San Vicente, manat per Francisco Gil de Taboada, de l'esquadra combinada. La seva última destinació exclusivament militar va ser el 1782, com a ajudant del duc de Crillon durant el setge de Gibraltar.

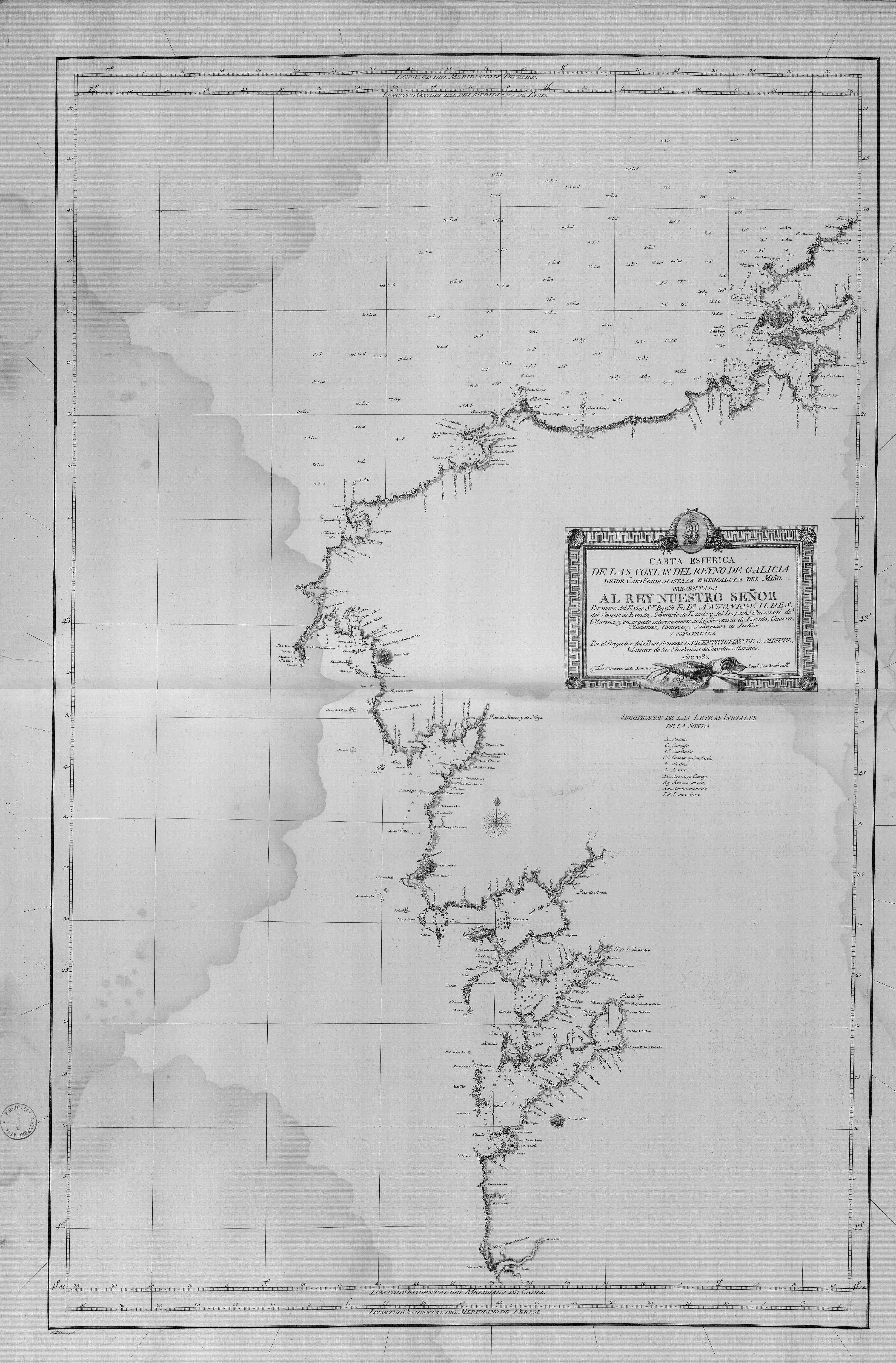
Mapa de la costa de Galícia de l'Atles marítim d'Espanya, publicat per V. Tofiño de San Miguel

Va fer el projecte inicial de l'edifici i va treballar en el Reial Institut i Observatori de l'Armada, publicant unes observacions amb gran solvència científica, com l'observació del pas de Venus pel Sol, aprofitant un eclipsi el 3 de juny de 1796. A iniciativa del comte de Floridablanca José Moñino y Redondo se li confia a Vicente Tofiño la direcció d'una expedició hidrogràfica que, organitzada des del Reial Institut i Observatori de l'Armada, tenia com a objectiu l'aixecament de les costes d'Espanya utilitzant el mètode geodèsic. Els treballs de camp es van realitzar entre 1783 i 1788. Fruit dels seus estudis són "Derrotero de las costas de España en el mar Mediterráneo y África" (1787), "Colección de cartas esféricas de las costas de España y África..." (1788) i "Derrotero de las costas de España en el Océano Atlántico y de las islas Azores o Terceras, para inteligencia y uso de las cartas esféricas" (1789). L'aixecament de les costes d'Espanya, plasmat en l'Atlas Marítimo de España, el que li va donar fama internacional com a introductor de mètodes astronòmics i geodèsics en la cartografia nàutica espanyola. En la seva elaboració van participar Dionisio Alcalá Galiano, José Espinosa i Tello, Alejandro Belmonte, Julián Canelas, José Vargas Ponce i José María Lanz. Per a la seva elaboració es van emprar els instruments portats de Londres per Jacinto Magallanes (quart de cercle, pèndol o baròmetre marí entre d'altres). L'obra es va donar per acabada en 1789.
El 1788, amb cinquanta-sis anys, es va casar amb Gertrudis de la Mola Esteller, vídua i mare del seu subordinat en les tasques hidrogràfiques Julián Ortiz Canelas. L'any de 1789 va ser rellevat del seu càrrec de director de les tres Acadèmies, però conservant el seu sou, perquè es dediqués plenament a tasques d'assessorament científic a les autoritats de la Marina, sent substituït per Cipriano Vimercati.
Fou acadèmic de la Reial Acadèmia de la Història, de l'Acadèmia de Ciències de París i de l'Academia das Ciências de Lisboa, i també membre de les societats Reial Societat Bascongada d'Amics del País i Societat Econòmica Mallorquina d'Amics del País.
Quan tenia seixanta-dos anys, el 15 de gener de 1795, va morir a San Fernando (Cadis), a causa d'una trombosi, havent aconseguit l'ocupació de brigadier de l'Armada i un reconeixement científic internacional.
Un deixeble seu, Juan Francisco de la Bodega y Quadra, que va navegar per les costes de l'actual Colúmbia Britànica va fundar una ciutat a la qual va nomenar en el seu honor, Tofino.